# Herndon (Kansas)
Pour les articles homonymes, voir Herndon.
Herndon est une ville américaine située dans le comté de Rawlins, au Kansas. Selon le recensement de 2020, sa population est de 119 habitants.